# مايلز بلوملي
مايلز بلوملي (بالإنجليزية: Miles Plumlee)‏ مواليد 1 سبتمبر 1988، هو لاعب كرة سلة أمريكي يلعب مع فريق ميلووكي باكز في الرابطة الوطنية لكرة السلة ويحمل الرقم 21. يبلغ طوله 6 قدم 11 بوصة (2.1 م).

## فرق لعب لها
- إنديانا بايسرز
- فينيكس صنز
- ميلووكي باكز

## روابط خارجية
- مايلز بلوملي على موقع إن بي أي (الإنجليزية)
- مايلز بلوملي على موقع سبورتس رفرنس (الإنجليزية)
- مايلز بلوملي على موقع كرة السلة الأوروبية.كوم (الإنجليزية)
- مايلز بلوملي على موقع إي إس بي إن.كوم (الإنجليزية)
- مايلز بلوملي على موقع كلية كرة السلة في سبورتس رفرنس.كوم (الإنجليزية)
- مايلز بلوملي على موقع ريلجم (الإنجليزية)
- مايلز بلوملي على موقع بروبوليرز (الإنجليزية)
- مايلز بلوملي على موقع سبورتس رفرنس (الإنجليزية)
- مايلز بلوملي على موقع سبورتس رفرنس (الإنجليزية)